# Kohei Hiramatsu
Kohei Hiramatsu (平松 康平, Hiramatsu Kohei) est un footballeur japonais né le 19 avril 1980 à Shizuoka.
Ce milieu de terrain a principalement joué en faveur du Shimizu S-Pulse.

## Palmarès
- Vainqueur de la Coupe d'Asie des vainqueurs de coupe en 2000 avec le Shimizu S-Pulse
- Vainqueur de la Coupe du Japon en 2001 avec le Shimizu S-Pulse
- Finaliste de la Coupe du Japon en 2000 et 2005 avec le Shimizu S-Pulse
- Vainqueur de la Supercoupe du Japon en 2001 et 2002 avec le Shimizu S-Pulse